# Kristina Logvin
Kristina Logvin (født 18. maj 1995 i Kyiv, Ukraine) er en kvindelig østrigsk håndboldspiller som spiller for VfL Oldenburg og Østrigs kvindehåndboldlandshold.
Hendes mor er, den tidligere østrigske landsholdspiller og nuværende træner Tanja Logvin. 